# Ian P. Nelson
Ian P. Nelson (Madison, 05 de setembro de 1982) é um ator americano.

## Filmografia

### Televisão
| Ano  | Título            | Papel         | Notas                             |
| ---- | ----------------- | ------------- | --------------------------------- |
| 2011 | NCIS: Los Angeles | Patrick Quade | Episódio: Higher Power            |
| 2010 | Castle            | Troy Kenworth | Episódio: Punked                  |
| 2008 | Private Practice  | Kirk Jensen   | Episódio: Equal & Opposite        |
| 2008 | Ghost Whisperer   | Bruce         | Episódio: Horror Show             |
| 2007 | What Goes On      | Brady Carter  | 10 episódios                      |
| 2004 | 7th Heaven        | Month         | Episódios: "Why Not Me?" e "Vote" |
| 2004 | Cold Case         | Gary Cardiff  | Episódio: Resolutions             |

### Cinema
| Ano  | Título                                  | Papel                                | Notas                |
| ---- | --------------------------------------- | ------------------------------------ | -------------------- |
| 2014 | Barefoot                                | Jerry                                |                      |
| 2013 | Lure                                    | Namorado                             |                      |
| 2013 | All I Want for Christmas                | Ian                                  |                      |
| 2012 | K-11                                    | Rookie Harris                        |                      |
| 2010 | Night and Day                           | Eric Graham                          | Telefilme            |
| 2008 | True Confessions of a Hollywood Starlet | Eli Walsh                            | Telefilme            |
| 2008 | Legacy                                  | James                                | Diretamente em vídeo |
| 2008 | Keith                                   | Brian                                |                      |
| 2008 | Dakota Skye                             | Jonah Moreno                         |                      |
| 2007 | Bratz: O Filme                          | Dylan                                |                      |
| 2006 | Heavens Fall                            | Lester Carter                        |                      |
| 2003 | Natural Selection                       | Angelo                               | Curta-metragem       |
| 2002 | Home of the Brave                       | Randy                                | Telefilme            |
| 2001 | The Ketchup Conspiracy                  | Street Passerby #3 / Rollerblade Kid | Curta-metragem       |